# Polycirrus multisetigerus
Polycirrus multisetigerus är en ringmaskart som beskrevs av Hartmann-Schröder 1962. Polycirrus multisetigerus ingår i släktet Polycirrus och familjen Terebellidae. Inga underarter finns listade i Catalogue of Life.